# Wolfgang Petersen
Pour les articles homonymes, voir Petersen.
Wolfgang Petersen est un réalisateur, scénariste et producteur germano-américain, né le 14 mars 1941 à Emden (Allemagne) et mort le 12 août 2022 à Los Angeles, Californie (États-Unis).

## Biographie

### Jeunesse et débuts
Wolfgang Petersen est né le 14 mars 1941 à Emden, Basse-Saxe, Allemagne. De 1953 à 1960, Petersen fréquente l'école d'érudition Saint-Jean à Hambourg. Dans les années 1960, il met en scène des pièces au théâtre Ernst Deutsch de Hambourg. Après des études de théâtre à Berlin et à Hambourg, Petersen fréquente l'Académie du cinéma et de la télévision de Berlin (1966-1970). Ses premières productions cinématographiques sont destinées à la télévision allemande, et c'est au cours de son travail sur la populaire série télévisée allemande Tatort (Sur le lieu du crime) qu'il rencontre et travaille pour la première fois avec l'acteur Jürgen Prochnow - qui apparaîtra plus tard en tant que capitaine de sous-marin dans le célèbre film de Petersen Le Bateau (Das Boot).

### Carrière
Le film qui le fait connaître du grand public international est Le Bateau (Das Boot). Cette œuvre de trois heures raconte les aventures d'un sous-marin allemand et de son équipage pendant la Seconde Guerre mondiale. L'action se déroule presque intégralement à l'intérieur du sous-marin. Auparavant, il avait réalisé un film sur le jeu d'échecs, L'Échiquier de la passion avec Bruno Ganz. Celui-ci joue le rôle d'un informaticien qui veut créer un programme capable de battre le champion du monde d'échecs.
À la suite de ses succès initiaux en Allemagne (Le Bateau, L'Histoire sans fin) et de sa participation au Nouveau cinéma allemand des années 1960-1970, il exerce sa carrière principalement à Hollywood.
Après 10 années passées loin des plateaux de tournage, Wolfgang Petersen fait son grand retour au cinéma avec Vier gegen die Bank, un remake de son propre téléfilm tourné en 1976. Le film est prévu pour Noël 2016 et marquera le grand retour du réalisateur aux commandes d'un film allemand, plus de 30 ans après L'Histoire sans fin. Toutefois, le film n'est jamais sorti au cinéma en France.
Sa société de production cinématographique est Radiant Productions.

### Vie privée
Petersen est marié à Ursula Sieg de 1970 à 1978. Puis, il est marié à Maria Borgel Petersen de 1978 jusqu'à sa mort.

#### Mort
Il meurt à l'âge de 81 ans le 12 août 2022 à Los Angeles, dans le quartier de Brentwood, des suites d'un cancer du pancréas,. Il est inhumé près de la chapelle Garden Estate, au cimetière de Westwood Village Memorial Park.

## Filmographie

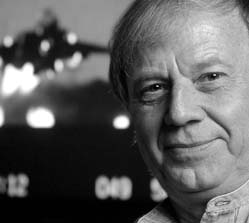
Wolfgang Petersen dans Air Force One.

### Au cinéma

#### Courts métrages
- 1965 : Stadt auf Stelzen
- 1968 : Die rote Fahne
- 1969 : Der Eine, der Andere
- 1969 : Ich nicht

#### Longs métrages
- 1971 : Ich werde dich töten, Wolf
- 1974 : Einer von uns beiden
- 1977 : La Conséquence (Die Konsequenz)
- 1981 : Le Bateau (Das Boot)
- 1984 : L'Histoire sans fin (Die unendliche Geschichte)
- 1985 : Enemy (Enemy Mine)
- 1991 : Troubles (Shattered)
- 1993 : Dans la ligne de mire (In the Line of Fire)
- 1995 : Alerte ! (Outbreak)
- 1997 : Air Force One
- 2000 : En pleine tempête (The Perfect Storm)
- 2004 : Troie (Troy)
- 2006 : Poséidon (Poseidon)
- 2016 : Braquage à l'allemande (Vier gegen die Bank)

### À la télévision

#### Téléfilms
- 1972 : Anna und Totò
- 1973 : Smog (de)
- 1973 : Pas de frontières pour l'inspecteur : Discrétion absolue (de)
- 1974 : Aufs Kreuz gelegt
- 1975 : Die Stadt im Tal
- 1975 : Stellenweise Glatteis
- 1976 : Hans im Glück (de)
- 1976 : Vier gegen die Bank (de)
- 1977 : Planübung (de)
- 1978 : L'Échiquier de la passion (Schwarz und weiß wie Tage und Nächte)

#### Séries télévisées
- 1971-1977 : Tatort (6 épisodes)